# Triller
Triller là một dịch vụ mạng xã hội chia sẻ video của Mỹ. Dịch vụ này cho phép người dùng tạo và chia sẻ các video dạng ngắn, bao gồm các video được đặt thành hoặc tự động đồng bộ hóa với nhạc bằng công nghệ trí tuệ nhân tạo. Triller được phát hành cho iOS và Android vào năm 2015, ban đầu hoạt động như một ứng dụng chỉnh sửa video trước khi thêm các tính năng mạng xã hội.
Vào giữa năm 2020, ứng dụng này đã trở nên nổi tiếng ở Ấn Độ và Hoa Kỳ như một đối thủ cạnh tranh với ứng dụng tương tự của Trung Quốc TikTok, sau khi dịch vụ này bị cấm ở Ấn Độ và đối mặt với mối đe dọa về lệnh cấm ở Hoa Kỳ. Triller sau đó mở rộng sang lĩnh vực thể thao. quảng cáo, phân phối các sự kiện quyền anh trả tiền cho mỗi lượt xem giữa Mike Tyson và Roy Jones Jr. và Jake Paul và Ben Askren, cả hai đều kết hợp sự xuất hiện của các nhân vật trên internet, thể thao, âm nhạc và giải trí.

## Lịch sử
Triller được ra mắt vào năm 2015 bởi những người đồng sáng lập David Leiberman và Sammy Rubin. Ứng dụng ban đầu được định vị như một trình chỉnh sửa video, sử dụng trí thông minh nhân tạo để tự động chỉnh sửa các clip khác biệt thành video âm nhạc.  Sau đó, họ đã tung ra Triller Famous, một trang trong ứng dụng có các video của người dùng được tuyển chọn.  Vào năm 2016, ứng dụng đã được chuyển đổi thành một dịch vụ mạng xã hội bằng cách cho phép người dùng theo dõi nhau và chia sẻ công khai video của họ.  Vào năm 2019, Proxima Media của Ryan Kavanaugh đã đầu tư phần lớn.  Nó có trụ sở chính tại Los Angeles, California, và hiện đang được dẫn dắt bởi Chủ tịch kiêm Giám đốc điều hành Mike Lu.
Vào ngày 29 tháng 6 năm 2020, Chính phủ Ấn Độ đã cấm TikTok, trong số các ứng dụng khác tuyên bố rằng chúng "gây phương hại đến [chủ quyền] và toàn vẹn" của Ấn Độ.  Triller, dự định thâm nhập vào thị trường Ấn Độ vào cuối năm 2020, đã chứng kiến sự tăng vọt từ dưới 1 triệu người dùng lên hơn 30 triệu người dùng tại quốc gia này chỉ sau một đêm.  Vào tháng 7 năm 2020, Triller đã kiện ByteDance, công ty mẹ của TikTok tại Trung Quốc, vì vi phạm bằng sáng chế liên quan đến chỉnh sửa video.
Vào tháng 8 năm 2020, Tổng thống Mỹ Donald Trump đã ký một lệnh hành pháp đe dọa cấm TikTok hoạt động trong lãnh thổ Hoa Kỳ, với lý do đe dọa đến an ninh quốc gia, trừ khi nó được ByteDance bán.  Chính quyền Trump tuyên bố rằng TikTok có thời hạn đến ngày 12 tháng 11 năm 2020 để đảm bảo với chính quyền rằng ứng dụng không gây ra bất kỳ mối đe dọa an ninh quốc gia nào đối với Hoa Kỳ. Theo lệnh này và tin tức về khả năng mua các hoạt động của TikTok ở Mỹ bởi các công ty như như Oracle, Triller đã nhảy từ vị trí thứ 198 lên vị trí số một trong App Store ở Mỹ,  trong khi TikTok tụt xuống vị trí thứ ba. Các cuộc thảo luận xung quanh lệnh cấm tiềm năng của TikTok ở Hoa Kỳ đã khiến các ngôi sao TikTok nổi tiếng, bao gồm Charli D'Amelio và gia đình cô, tham gia Triller.  Trump đã tự mình tham gia cùng Triller và đăng video đầu tiên của mình vào ngày 15 tháng 8 năm 2020.  Video đã nhận được hơn một triệu lượt xem trong vòng vài giờ.
Vào tháng 8 năm 2020, Triller hợp tác với công ty âm nhạc B2B 7digital, công ty sẽ cung cấp cho Triller quyền truy cập vào danh mục 80 triệu bản nhạc và tự động báo cáo dữ liệu sử dụng cho Sony Music, Warner Music Group, Universal Music Group và Merlin Network.  Vào ngày 2 tháng 10 năm 2020, Triller đã ký thỏa thuận cấp phép với các hiệp hội quyền PRS cho Âm nhạc, GEMA, STIM và IMRO, và các nhà xuất bản Concord, Downtown và Peermusic. Vào ngày 5 tháng 2 năm 2021, Universal Music Group đã xóa danh mục của mình khỏi Triller, với lý do tiền bản quyền âm nhạc chưa được thanh toán.  Vào ngày 24 tháng 3 năm 2021, Triller ký thỏa thuận cấp phép với Hiệp hội các nhà xuất bản âm nhạc quốc gia.
Vào ngày 9 tháng 3 năm 2021, Triller mua lại Verzuz.  Vào ngày 14 tháng 4 năm 2021, Triller mua lại dịch vụ trả tiền cho mỗi lần xem FITE TV và dịch vụ tương tác khách hàng Amplify.at.  Vào ngày 20 tháng 5 năm 2021, Triller gia hạn hợp đồng với Universal mặc dù trước đó đã đề xuất ý định cắt đứt quan hệ với công ty.